# 白葚蟹守螺
白葚蟹守螺（学名：Clypeomorus bifasciatus），是中腹足目蟹守螺科Clypeomorus的一种。其种加词“bifasciatus”意为“双带的”。主要分布于韩国、中国大陆、台湾，常栖息在潮间带。